# Kadur
Kadur (en canarés: ಕಡೂರು ) es una ciudad de la India en el distrito de Chikmagalur, estado de Karnataka.

## Geografía
Se encuentra a una altitud de 775 m s. n. m. a 211 km de la capital estatal, Bangalore, en la zona horaria UTC +5:30.

## Demografía
Según estimación 2011 contaba con una población de 35 610 habitantes.